# Триплатинамедь
Триплатинамедь — бинарное неорганическое соединение
платины и меди
с формулой Pt3Cu,
кристаллы.

## Получение
- Сплавление стехиометрических количеств чистых веществ:

{\displaystyle {\mathsf {3Pt+Cu\ {\xrightarrow {650^{o}C}}\ CuPt_{3}}}}

## Физические свойства
Триплатинамедь образует кристаллы
кубической сингонии,
пространственная группа F m3m,
параметры ячейки a = 0,3849 нм, Z = 1,
структура типа меди Cu
.
Соединение образуется по твёрдотельной реакции при температуре ≈600°С .